# Liste der historischen Stätten im Distrikt Kaikōura

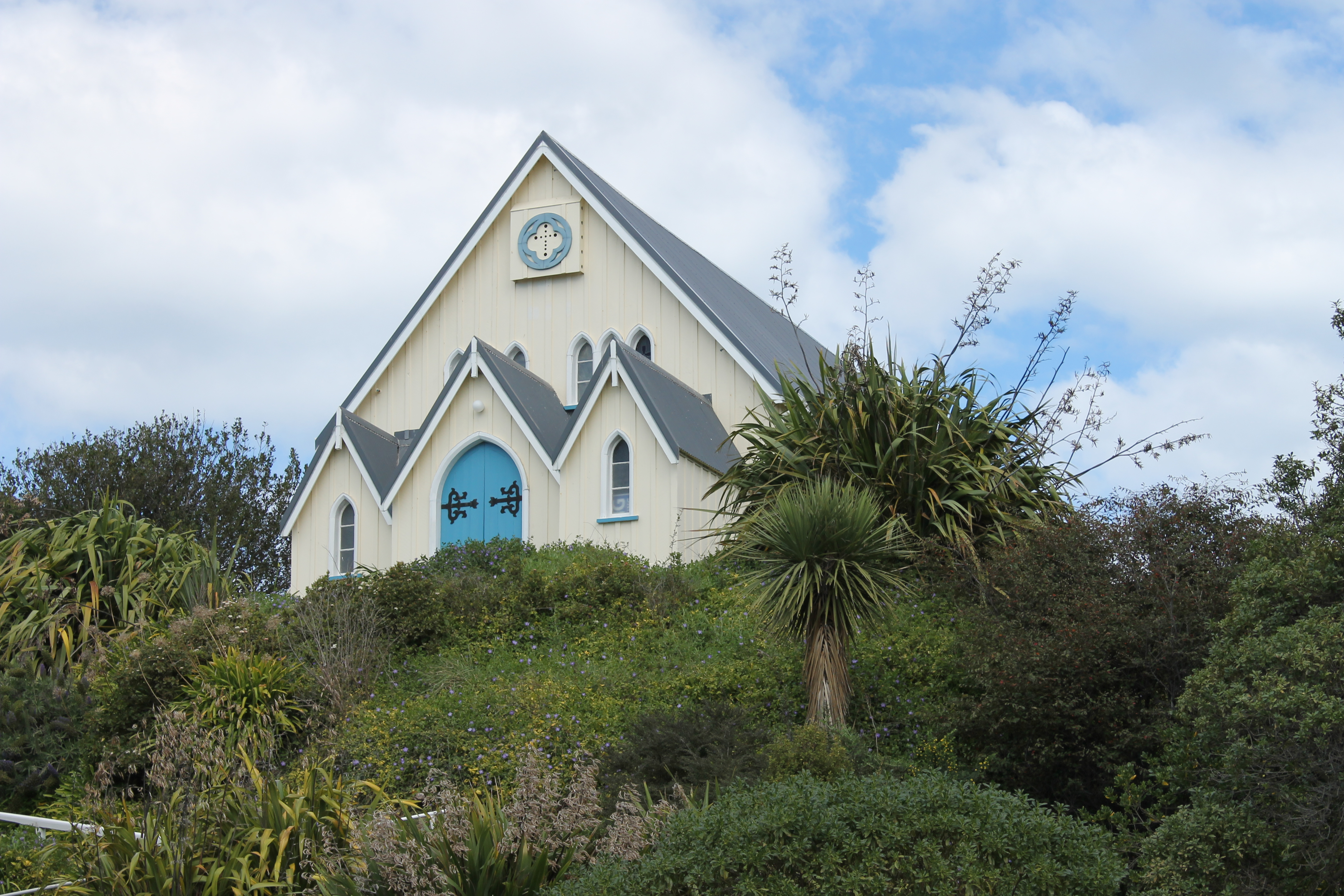
St. Paul’s Presbyterian Church, eine historische Stätte der Kategorie 2 in Kaikōura

Der Kaikōura District ist eine Gebietsverwaltung in Neuseeland, die an der östlichen Küste der Südinsel im nördlichen Teil von Canterbury liegt. Die Region war historisch ein wichtiges Siedlungsgebiet der Māori seit Beginn der Besiedlung. Die europäische Landnahme begann in den 1840er Jahren mit der Gründung von Stationen zum Walfang. Nach deren Niedergang orientierte sich die Region zum Fischfang hin. Das namengebende Zentrum des Distriktes, Kaikōura, war historisch ein kleines und isoliertes Fischerdorf. Straßenverbindungen waren vor 1900 limitiert auf Packpferdwege, und eine Eisenbahnverbindung entstand erst mit der Eröffnung der Main North Line im Jahr 1945. In der Gegenwart ist der Tourismus zu einem wichtigen Wirtschaftszweig in der Gegend geworden, neben der Landwirtschaft und der Erzeugung von Käse.
Heritage New Zealand klassifiziert die Stätten der New Zealand Heritage List / Rārangi Kōrero gemäß dem Heritage New Zealand Pouhere Taonga Act 2014 und unterscheidet dabei zwischen der Kategorie 1 („Stätte von spezieller oder herausstehender historischer oder kultureller Bedeutung“) und der Kategorie 2 („Stätten von historischer oder kultureller Bedeutung“). Stätten, die mehrere zueinander in Beziehung stehende Objekte zusammenschließen, sind Historic Areas. Außerdem werden Stätten, die für die Māori-Communitys von Bedeutung sind, gesondert klassifiziert, darunter wāhi tapu für Stätten mit spiritueller, traditioneller oder ritueller Wichtigkeit. Zehn Stätten innerhalb des Kaikōura District sind Bestandteil der New Zealand Heritage List, davon sieben in der Kategorie 2, eine in der Kategorie 1 sowie eine Historic Area und ein wāhi tapu. Zwei frühere Stätten in der Kategorie 2 wurden inzwischen zerstört.

## Bestehende Stätten
| Name                                             | Klasse        | Lage                                           | Bauzeit   | Datum Eintrag | Lfd. Nummer | Anmerkungen | Bild                                                                           | Ref.          |
| ------------------------------------------------ | ------------- | ---------------------------------------------- | --------- | ------------- | ----------- | --- | ------------------------------------------------------------------------------ | ------------- |
| St Paul's Presbyterian Church Complex            | Kategorie 2   | 11 Deal Street and 104 West End, Kaikōura      | 1878–1879 | 2007          | 7714        | Die Kirche und das inzwischen abgerissene Pfarrhaus wurden Ende der 1870er Jahre erbaut, mit Wiliam McAra als dem ersten Geistlichen. Die Kirche wurde 1899 großzügig erweitert, was ihre Größe verdoppelte und die Installation einer Kirchenorgel erlaubte. Ein inzwischen nicht mehr verwendeter Stall wurde 1912 angebaut. Im Laufe des 20. Jahrhunderts wurde das Gebäude mehrfach verändert. Die Kirche ist bis in die Gegenwart in Verwendung.                                                                                                   | Der Eingang zur St. Paul’s Presbyterian Church                                 | [ 6 ]         |
| Kekerengu Station Buildings (former)             | Kategorie 2   | Kekerengu Road, Kekerengu                      | 1865–1866 | 2007          | 7713        | Mitte der 1860er Jahre erbaute Jack Eves zwei lange Lehmwellerbauten, um die Arbeiter auf einer abgelegenen Weidestation unterzubringen. Das größere der beiden Gebäude diente als Wohnhaus und war bis in die 1930er Jahre in Verwendung. Bei dem anderen handelte es sich um die frühere Wohnung des Vorarbeiters, die im Laufe der Zeit für unterschiedliche Zwecke genutzt wurde, darunter als Hühnerstall, Küchenhaus und Museum. |                                                                                | [ 7 ]         |
| Wai o puka                                       | Wāhi tapu     | 62 Avoca Street, Kaikōura                      | N/A       | 2007          | 7702        | Stätte der Māori-Kultur, verbunden mit dem Ngāti Kurī Hapū des Iwi der Ngāi Tahu. |                                                                                | [ 8 ]         |
| Fyffe Historic Area                              | Historic Area | Avoca Point, Kaikōura                          | Various   | 1998          | 7430        | Küstenabschnitt um das separat gelistete Fyffe House mit verschiedenen archäologischen Zeugnissen der Māori, Gräbern und den Resten der Infrastruktur der Walfänger des 19. Jahrhunderts. | Ein verrfallender Steinofen an einem breiten, steinigen Strand                 | [ 9 ]         |
| Takahanga                                        | Kategorie 2   | Takahanga Place, Kaikōura                      | Mid-1980s | 1994          | 5962        | Eine Marae des Ngāti Kurī Hapū, die ursprünglich Ende der 1500er Jahre von den Kāti Mamoe verwendet wurde. Das Wharenui wurde 1992 eröffnet. Es steht an derselben Stelle wie ein früheres Bauwerk aus dem frühen 19. Jahrhundert. Maru Kaitatea gewidmet, der den Hapū aus Wairarapa führte und Kaikōura beanspruchte. | The entrance to Takahanga marae, featuring several pole-like statues           | [ 10 ] [ 11 ] |
| Post Office Complex (former)                     | Kategorie 2   | 1 Torquay Street and Kilarney Street, Kaikōura | 1893      | 2006          | 2914        | Das Postamtsgebäude wurde 1893 erbaut, um ein früheres Gebäude von 1867 zu ersetzen. John Campbell erbaute es in rustikaler Stülpschalung in einem standardisierten rechtwinkligen Design und einem Dach aus Wellblech. Das Gebäude wurde 1908 erweitert, um eine Telefonvermittlungsstelle unterzubringen. Zwei Nebengebäude entstanden 1936. Das Postamt wurde 1985 geschlossen, und die Telefonvermittlung war eine der letzten manuell betriebenen Einrichtungen ihrer Art in Neuseeland. In der Gegenwart werden die Gebäude als Hostel verwendet. | Das frühere Postamt in Kaikōura, dient nun als Backpacker’s Inn                | [ 12 ]        |
| Fyffe House                                      | Kategorie 1   | 62 Avoca Street, Kaikōura                      | Mid-1840s | 1990          | 238         | Mitte der 1840er Jahre erbautes Haus, das ursprünglich für Thomas Howell gebaut wurde, einem Küfer in der Walfangstation von Robert Fyffe in Kaikōura. George Fyffe erwarb die Station nach dem Tod seines Cousins und lebte bis zu seinem Tod 1867 in dem Haus. Er erweiterte die Küche und fügte dem Haus einen zweistöckigen Seitenflügel hinzu. Es wurde 1960 dem New Zealand Historic Places Trust hinterlassen und in ein Museumshaus umgewandelt. Es ist das älteste noch bestehende Haus in Kaikōura.                                           | Das Fyffe House, ein groés rosafarbenes Haus in einem Graslandgebiet           | [ 13 ]        |
| St James Anglican Church (former) and Churchyard | Kategorie 2   | 252 Red Swamp Road, Kowhai, Kaikōura           | 1873      | 2006          | 1462        | Den Bau der Kirche ab 1873 organisierte der Pfarrer Thomas Porritt. Dabei handelte es sich um die erste protestantische Kirche in dem Gebiet, die anfänglich sowohl den anglikanischen als auch den presbyterianischen Gläubigen diente. Sie wurde 1882 deutlich erweitert. Da die Bevölkerung von Kowhai stetig zurückging, weil Kaikōura selbst Einwohner hinzugewann, wurde die Kirche 1987 entwidmet. Das Bauwerk war eine Zeit lang an die Kaikoura Art Society vermietet, bevor es 2010 an einen privaten Besitzer veräußert wurde.               | Eine hölzerne Kirche in einer Graslandumgebung                                 | [ 14 ]        |
| House                                            | Kategorie 2   | 12 Torquay Street, Kaikōura                    | 1899      | 2006          | 1457        | Die kleine Villa, die der Zimmermann Cumming „Cum“ Haswell 1899 baute, wurde von Heritage New Zealand als ein „bescheidenes, aber ornamentales“ Wohnhaus Edwardianischen Stils beschrieben. Seit 1987 befindet sich hier Te Whare Putea, ein Zentrum für die Altenpflege des örtlichen Runaka der Ngāi Tahu. | Ein Haus im edwardianischen Stil mit einem weißen Zaun und Wald im Hintergrund | [ 15 ]        |
| Collins’ Bakery Complex (former)                 | Kategorie 2   | 49 Torquay Street, Kaikōura                    | 1905      | 2006          | 1456        | Das 1905 von dem Bäcker Alfred Collins gebaute Anwesen gliedert sich in drei Teile: das Wohnhaus, den Bäckereiladen und das Mehllager. Die Familie betrieb das Geschäft bis 1957, als es von einem konkurrierenden Unternehmen übernommen und geschlossen wurde. Nun befindet sich in dem früheren Bäckereiladen ein Friseursalon, und das Wohnhaus ist vermietet. | Blaugraues, zweistöckiges Gebäude nebst einer kleinen Ladenfront               | [ 16 ]        |

## Frühere Stätten
Diese Stätten waren früher Gegenstand der New Zealand Heritage List, wurden aber seitdem zerstört.
| Name                           | Klasse      | Lage                                  | Bauzeit | Datum Eintrag | Lfd. Nummer | Anmerkungen | Bild | Ref.                |
| ------------------------------ | ----------- | ------------------------------------- | ------- | ------------- | ----------- | --- | --- | ------------------- |
| Magistrate’s Court             | Kategorie 2 | 17 Killarney Street, Kaikōura         | 1881    | N/A           | 3070        | Gerichtsgebäude aus Holz an der Stelle eines früheren Gerichtsgebäudes. Zu Beginn der 2010er Jahre niedergebrannt. | | [ 5 ]               |
| Pine Terrace                   | Kategorie 2 | 620 Main North Road, Hapuku, Kaikōura | 1870er  | N/A           | 2913        | In den 1870er Jahren auf dem Grundstück des Siedlers Joseph Hailes gebaute Hütte, die bis ins 21. Jahrhundert von der Familie genutzt wurde. Nach den Beschädigungen durch ein Erdbeben wurde sie im Oktober 2018 abgerissen. | | [ 5 ]               |
| The Elms Farm Complex (former) | Kategorie 2 | Main South Road, Peketā, Kaikōura     | 1870s   | 2007          | 7693        | Das Anwesen wurde um die 1870er Jahre für die Gebrüder Frederick Bullen gebaut, die in Otago im Bergbau tätig waren. Besteht aus einer Reihe von Farmgebäuden, die zumeist aus Beton gegossen waren, einem eher seltenen Baustoff für diesen Zeitraum. Das Haupthaus mit den 18 Zimmern stammt von dem Architekten John Alves. In den 1940er Jahren wurde es von der NZ Farmers’ Cooperative übernommen, die eine Einheit der Home Guard stationierte. Das Anwesen wurde durch das Kaikōura-Erdbeben 2016 beschädigt, wodurch ein Bewohner getötet wurde. | Die Elms Farm, eine historische Stätte der Kategorie 2, wurde durch das Kaikōura-Erdbeben 2016 zerstört. | [ 5 ] [ 17 ] [ 18 ] |

## Belege
1. ↑  Malcolm McKinnon: Kaikōura coast. In: Te Ara: The Encyclopedia of New Zealand. S. 10, abgerufen am 19. Juli 2024 (englisch).
2. ↑  Jim McAloon, David G. Simmons, John R. Fairweather: Kaikoura: Historical Background. In: Tourism Recreation Research and Education Centre. 1. Jahrgang. Lincoln University, September 1998, ISSN 1174-670X (englisch, core.ac.uk [PDF; abgerufen am 3. Juni 2024]).
3. ↑  Heritage New Zealand Pouhere Taonga Act 2014. New Zealand Parliament, 19. Mai 2014, abgerufen am 9. Mai 2024 (englisch, s. 65).
4. 1 2  New Zealand Heritage List – Rārangi Kōrero. In: Heritage New Zealand. Abgerufen am 19. Juli 2024 (englisch).
5. 1 2 3 4  Lost Heritage. In: Heritage New Zealand. Abgerufen am 22. Juli 2024 (englisch).
6. ↑  St Paul's Presbyterian Church Complex. In: Heritage New Zealand. Abgerufen am 19. Juli 2024 (englisch).
7. ↑  Kekerengu Station Buildings (Former). In: Heritage New Zealand. Abgerufen am 19. Juli 2024 (englisch).
8. ↑  Wai o puka. In: Heritage New Zealand. Abgerufen am 19. Juli 2024 (englisch).
9. ↑  Fyffe Historic Area. In: Heritage New Zealand. Abgerufen am 19. Juli 2024 (englisch).
10. ↑  Takahanga. In: Heritage New Zealand. Abgerufen am 19. Juli 2024 (englisch).
11. ↑  Takahanga Marae. Te Rūnanga o Ngāi Tahu, abgerufen am 19. Juli 2024 (englisch).
12. ↑  Post Office Complex (Former). In: Heritage New Zealand. Abgerufen am 19. Juli 2024 (englisch).
13. ↑  Fyffe House. In: Heritage New Zealand. Abgerufen am 19. Juli 2024 (englisch).
14. ↑  St James Anglican Church (Former) and Churchyard. In: Heritage New Zealand. Abgerufen am 19. Juli 2024 (englisch).
15. ↑  House. In: Heritage New Zealand. Abgerufen am 19. Juli 2024 (englisch).
16. ↑  Collins' Bakery Complex (Former). In: Heritage New Zealand. Abgerufen am 19. Juli 2024 (englisch).
17. ↑  The Elms Farm Complex (Former). In: Heritage New Zealand. Archiviert vom Original am 16. November 2016; abgerufen am 19. Juli 2024 (englisch).
18. ↑   Elms Homestead survivor speaks about tragic death of husband In: The New Zealand Herald, 20. November 2016. Abgerufen am 19. Juli 2024 (englisch).